# ラッセル・ロジャーズ
ラッセル・ロジャーズ（Russell Lee Rogers、1928年4月12日-1967年9月13日）は、X-20を用いたダイナソア計画に従事したアメリカ航空宇宙局の宇宙飛行士である。1928年4月12日にカンザス州ローレンス市で生まれた。結婚し、5人の子供に恵まれたが、1967年9月13日、日本の沖縄県にある嘉手納飛行場においてF-105の事故で死亡した。戦闘機から緊急脱出したが、パラシュートが適切に開かなかった。
ロジャーズは1960年4月にダイナソア計画に選ばれた際、エドワーズ空軍基地で実験機のテストパイロットを務めていた。1963年12月10日に計画が中止になり、計画から外れた。
1958年にコロラド大学で電子工学の学士号を取得した。ダイナソア計画に従事した後もアメリカ空軍に留まり、死去の時には中佐に昇進していた。